# Адаменко Ірина Іванівна
Іри́на Іва́нівна Ада́менко (25 січня 1935, Київ — 1 жовтня 2010) — українська вчена, доктор фізико-математичних наук, професор Київського національного університету імені Тараса Шевченка.

## Біографічні відомості
Адаменко Ірина Іванівна народилася 25 січня 1935 року у місті Києві.
У 1957 році — закінчила фізичний факультет Київського національного університету імені Тараса Шевченка. Працювала у цьому ж університеті з 1958 року на посадах старшої наукової співробітниці, асистентки, старшої викладачки, доцента (1972), професора (1991), провідної наукової співробітниці, професора-консультанта.
Захистила кандидатську дисертацію «Исследование связи сжимаемости и вязкости со структурой молекулярных жидкостей» (1964) та докторську дисертацію «Влияние давления на термодинамические свойства молекулярных жидкостей и их растворов» (1991).

## Наукова діяльність
Була пов'язана з дослідженням:
- рівняння стану, пружних, акустичних, теплових і калоричних властивостей молекулярних рідин та рідинних систем.
- Комп'ютерного моделювання молекулярної будови і фізичних властивостей нанорозмірних рідинних систем в широких інтервалах зміни температури і тиску.
- виявила закономірності в залежностях термодинамічних властивостей рідин від їхньої молекулекулярної будови; рекомендовано рівняння стану, яке не лише адекватно описує P-V-T дані молекулярних рідин, але й має перші та другі похідні, що описують термобаричні залежності термодинамічних властивостей. Виявлено закономірності зміни параметрів цього рівняння стану у межах груп рідин з подібною молекулярною будовою.
- Досліджено вплив тиску на особливості структурних перебудов та термобаричних залежностей фізичних властивостей води і водних систем з нанорозмірними домішками (зокрема гліцерином і вуглецевими нанодомішками).

Понад 40 років читала лекції з фундаментальних та спеціальних курсів: «Фізична кінетика», «Нерівноважна термодинаміка», «Фізика рідин», «Міжмолекулярна взаємодія» для студентів фізичного факультету та загальний курс фізики для студентів геологічного факультету Київського національного університету.
Була членом спеціалізованої ради по захисту докторських та кандидатських дисертацій, членом редакційної колегії журналу «Вісник Київського університету. Серія: фізико-математичні науки» (включений до переліку фахових видань ВАК України).
Авторка понад 300 наукових праць. Їй присвячена сторінка у «Енциклопедії сучасної України» (Т.І), 2001.

## Нагороди
- Орден княгині Ольги III ступеня (2009)[3]
- «Відмінник освіти України» (2000)

## Основні наукові праці

### Видання
- «Фізика рідин та рідинних систем». Підруч. К., 2006 (у співавт.);
- «Основи реології». — К.: КНУ, 2001.
- «Експериментальні та теоретичні методи дослідження молекулярної структури рідин». — К.: КНУ, 1998;
- «Експериментальні методи в молекулярній фізиці». — К.: КНУ, 1998. — Ч. І, ІІ.;

Статті
- The Effect of Pressure On Compressibiliti and Thermal Expansion of Water Near 320K and in the Range of Pressure from 0,1 MPa to 103,2 MPa // Chemical Physics (2011)
- Thermophysical properties of carbon nanotubes in toluene under high pressure // Journal of Molecular Liquids 2009[недоступне посилання з серпня 2019]
- Thermodynamics properties of glycerol-water solution // Ukr. J. Phys. 2007 [недоступне посилання з лютого 2019]
- Equation of state for C60 Fullerene aqueous solutions // Int. Journ. Thermoph., 2005[недоступне посилання з листопадаа 2019]
- Equation of state for C60 toluene solution // J. Mol. Liq. 105/2-3 (2003)[недоступне посилання з серпня 2019]
- Thermodynamic properties of C60 fullerene watersolution // High Pressure Research, 2003
- Self-organization C60 nanoparticles in toluene solution // J. Mol. Liq. 2001[недоступне посилання з серпня 2019]